# Carl Larsson
Carl Larsson (28. svibnja 1853. – 22. siječnja 1919.) je bio švedski slikar i stručnjak za unutarnje uređenje, predstavnik pokreta Arts and Crafts. Puno njegovih slika uključuju ulja, akvarele i freske. Smatra da je njegovo najbolje djelo Midvinterblot, veliki mural trenutačno smješten u Švedskom nacionalnom muzeju lijepih umjetnosti u središtu Stockholma.

## Životopis
Larsson se je rodio 28. svibnja 1853. u Prästgatanu br. 70, kuća na Tyski Stallplan u Gamla stanu, starom gradu u Stockholmu. Njegovi roditelji bili su jako siromašni te nije bio sretna djetinjstva.